# Alexandre Vallaury
Alexandre Vallaury, nato come Alexander Vallauri (Istanbul, 2 aprile 1850 – Istanbul, 2 maggio 1921), è stato un architetto ottomano naturalizzato francese, noto come uno dei più importanti del tardo impero ottomano in Turchia.

## Biografia
Alexandre Vallaury nacque il 2 aprile 1850 a Costantinopoli  (oggi Istanbul) come Alexander (o Alessandro) Vallauri, da una famiglia levantina di origini italo-greche appartenente alla Chiesa cattolica levantina. Suo padre, Francesco Vallauri, era un rinomato pasticcere di origini piemontesi, che aveva lavorato per i membri della corte e della famiglia imperiale ottomana.
Fra il 1869 e il 1877 Vallaury studiò architettura a Parigi, all'École nationale supérieure des Beaux-Arts, rientrando a Costantinopoli dopo la laurea nel 1880. Iniziò subito una collaborazione con Osman Hamdi Bey, all'epoca curatore del Museo Imperiale (oggi Museo archeologico di Istanbul).
Originariamente attivo negli ambienti italiani di Costantinopoli (era membro insieme al fratello maggiore Pietro della Società Operaia di Mutuo Soccorso, dove venivano ammessi solo italiani, e massone presso la Loggia massonica Italia Risorta di Costantinopoli), era però molto legato alla cultura francese e alla Francia, così che il 10 Aprile 1897 si fece naturalizzare francese.
Vallaury in seguito ottenne una cattedra alla Scuola di Belle Arti di Istanbul, la prima in Turchia (oggi Università di Belle Arti Mimar Sinan), come professore di architettura. Iniziò l'incarico il 1 gennaio 1882 e continuò a lavorare fino al pensionamento venticinque anni dopo, il 10 agosto 1908.
Dopo il terremoto del 1884, Vallaury venne incaricato della progettazione e ricostruzione della quasi totalità degli edifici importanti di Istanbul, tanto da meritare il soprannome di "Architetto della città". Suo principale collaboratore e collega era l'italiano Raimondo D'Aronco, capo architetto del palazzo imperiale.
Nel 1896 venne insignito della Legione d'onore francese, che si aggiunse a diversi altri riconoscimenti sia francesi che ottomani.
Morì a Costantinopoli il 2 maggio 1921 e venne sepolto nella tomba di famiglia nel cimitero cattolico latino di Pangaltı.

## Vita privata
Alexandre Vallaury sposò una donna francese, Constance, che morì il 3 novembre 1917.

## Stile
Lo stile di Vallaury combina elementi tradizionali ottomani con innovazione di gusto francese. Dotato di grande versatilità, attinse a stili molto diversi fra loro, dal tradizionale al neo-classico all'orientalismo. Altri stili riscontrabili nelle sue opere sono il neo-rinascimentale, il neo-barocco, il neo-ottomano e l'Art Nouveau.
Il suo studio si trovava a Saint Pierre Han, Galata, Istanbul.

## Opere principali
- Café Lebon (dal 1940 in poi Café Marquise - Markiz Pastanesi) (1880) - Beyoğlu, Istanbul;
- Casa Décugis (oggi Galata Antique Hotel) (1881) - Beyoğlu, Istanbul;
- Hotel Pera Palace (1881-1891) - Beyoğlu, Istanbul;
- Moschea Hidayet (1887) - Eminönü, Istanbul;
- Sede della Banca imperiale ottomana e della Ottoman Tobacco Company (1892) - Karaköy, Istanbul;
- Edificio principale del Museo Archeologico di Istanbul (1891-1907) - Sultanahmet, Istanbul;
- Scuola Militare Imperiale di Medicina (con Raimondo D'Aronco; poi Haydarpaşa High School, oggi Facoltà di legge dell'Università di Marmara) (1893-1902) - Haydarpaşa, Istanbul;
- Edificio dell'Union Francaise (nel 2018, sede temporanea di Istanbul Modern) (1896) - Beyoğlu, Istanbul;
- Edificio dell'amministrazione ottomana del debito pubblico (in seguito Istanbul High School) (1897) - Cağaloğlu, Istanbul;
- Orfanotrofio greco-ortodosso di Prinkipo (1898-1899) - Büyükada, Istanbul;
- Hezaren Han (1902) - Karaköy, Istanbul;
- Ömer Abed Han (1902) - Karaköy, Istanbul;
- Moschea di Osman Reis (1903-1904) - Sarıyer, Istanbul;
- Palazzo di Afif Pasha (Muhayyeş Yalısı), (circa 1910) - Yeniköy, Istanbul;
- Monumento commemorativo del sultano Abdülhamid II sul frangiflutti a Kadıköy.

## Galleria d'immagini

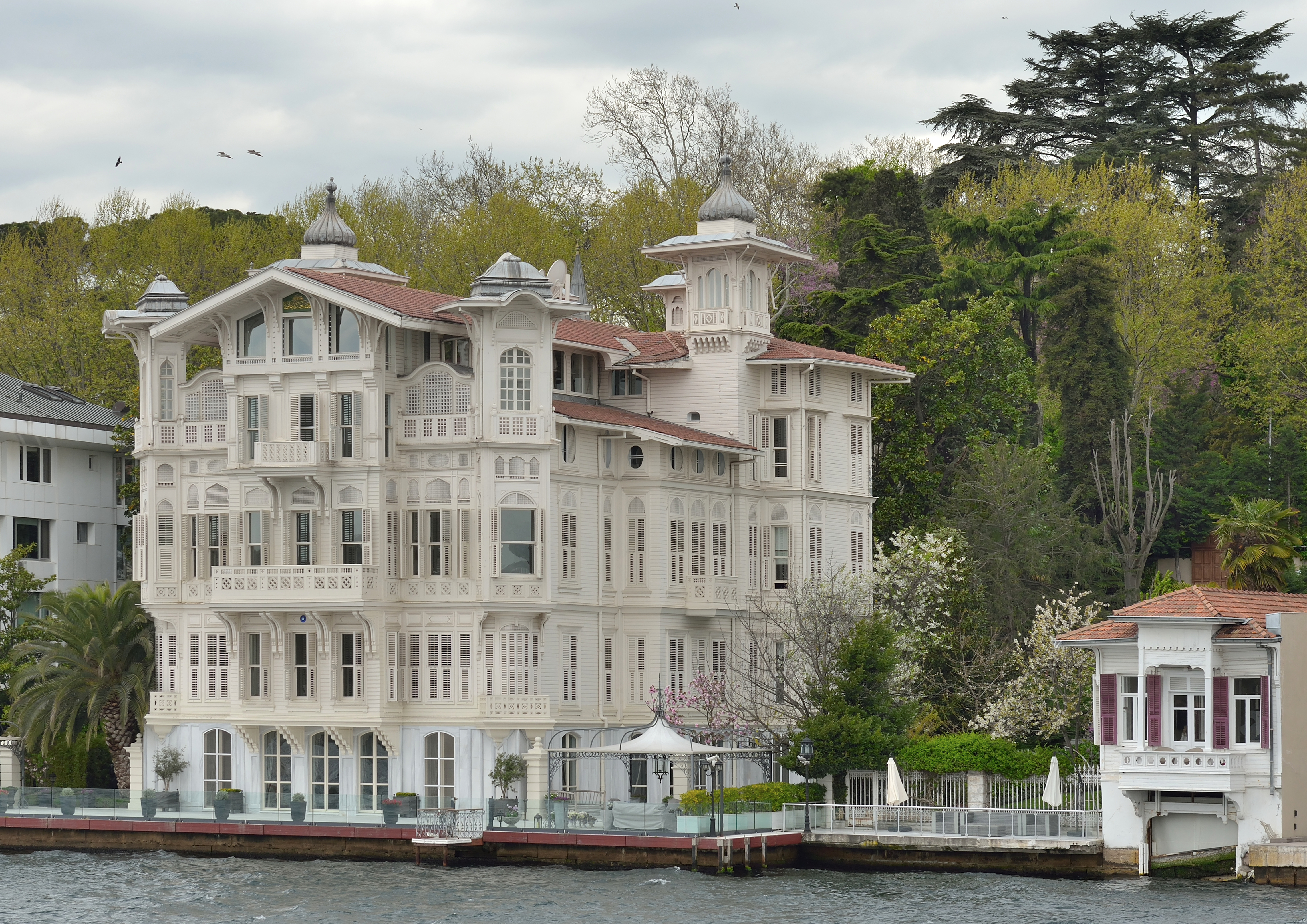
Palazzo di Afif Pasha
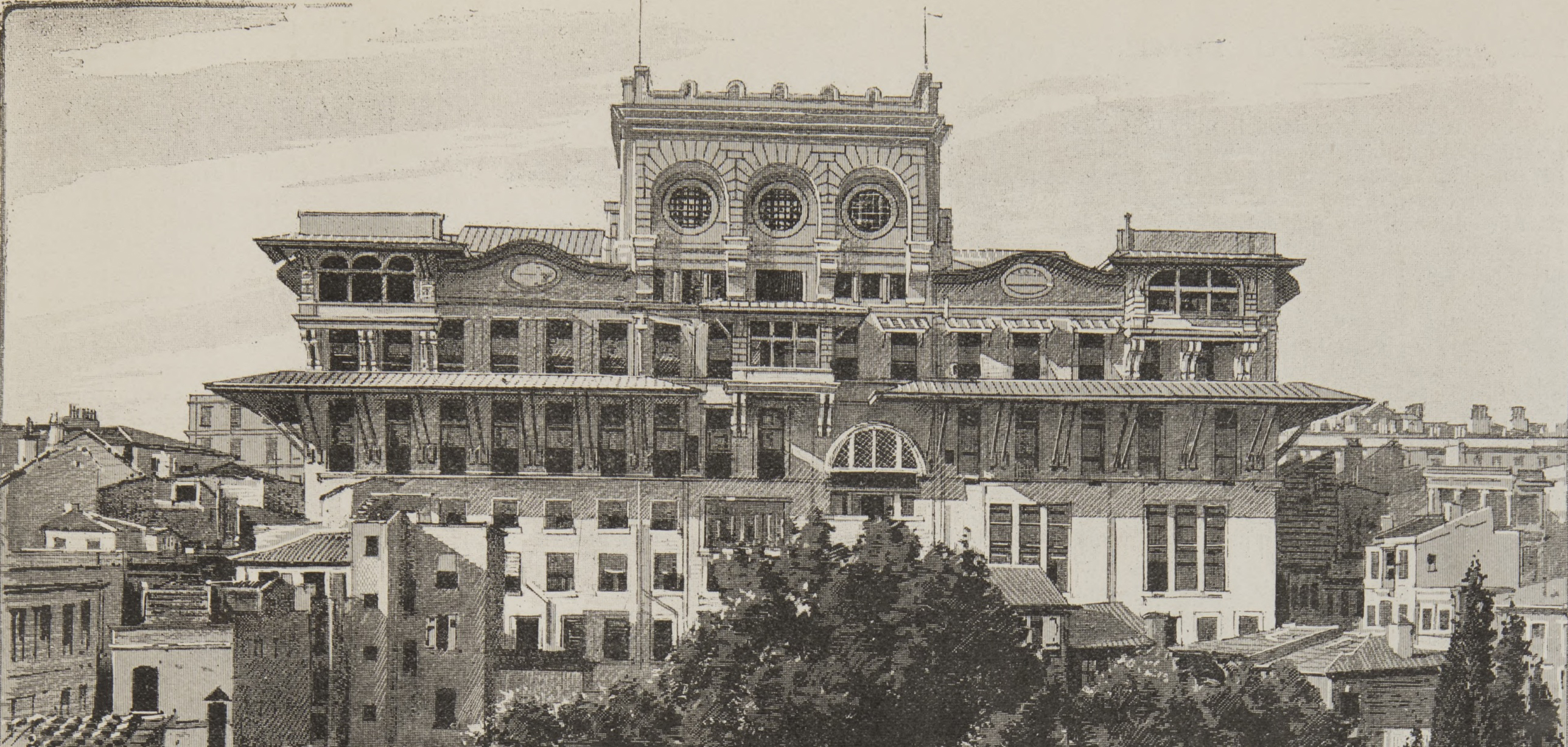
Banca centrale ottomana
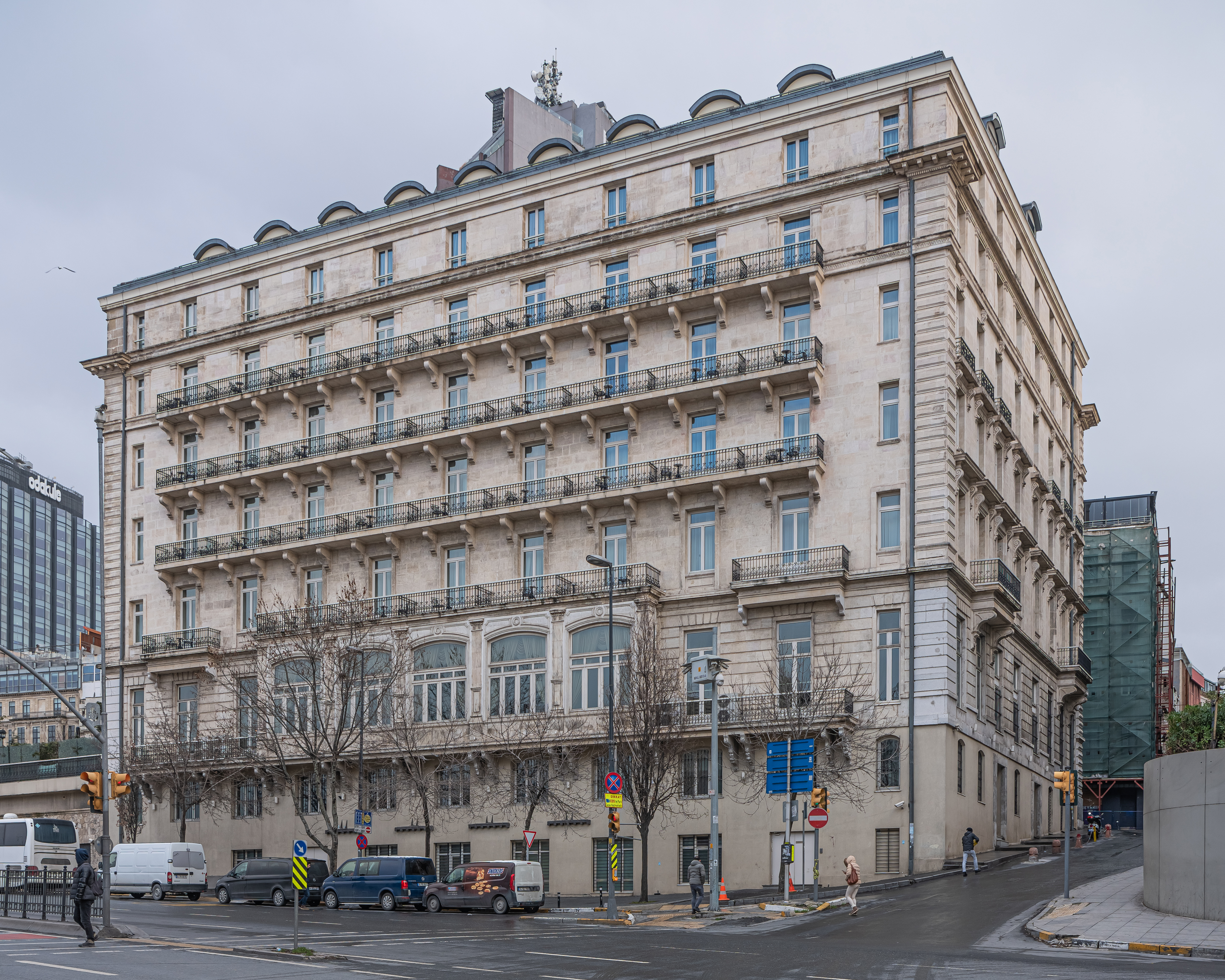
Pera Palace Hotel
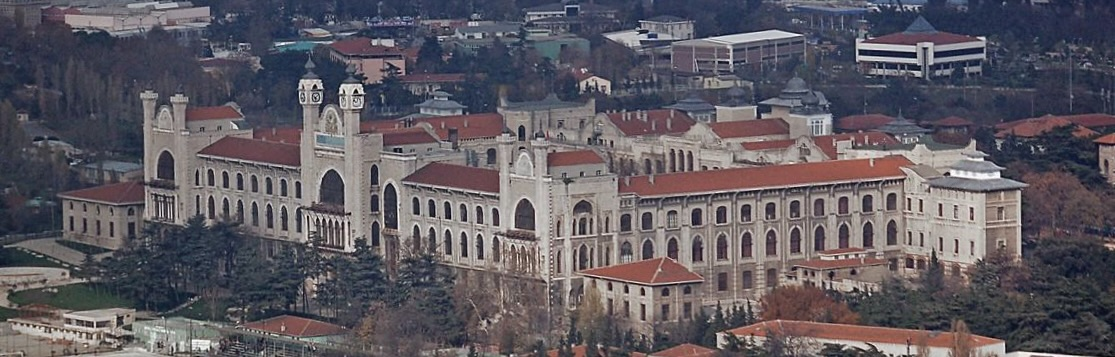
Campus Haydarpasa
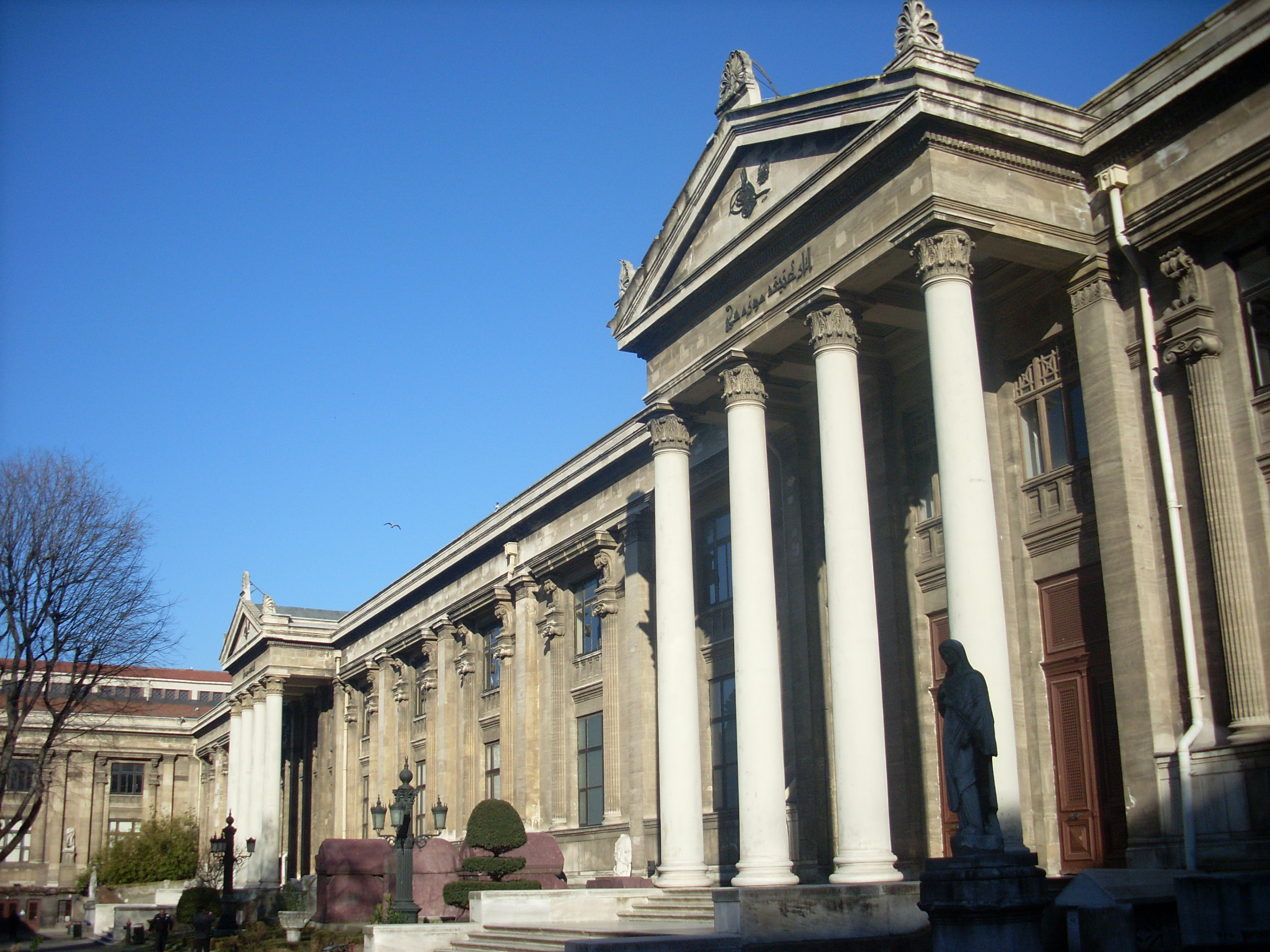
Museo Archeologico di Istanbul
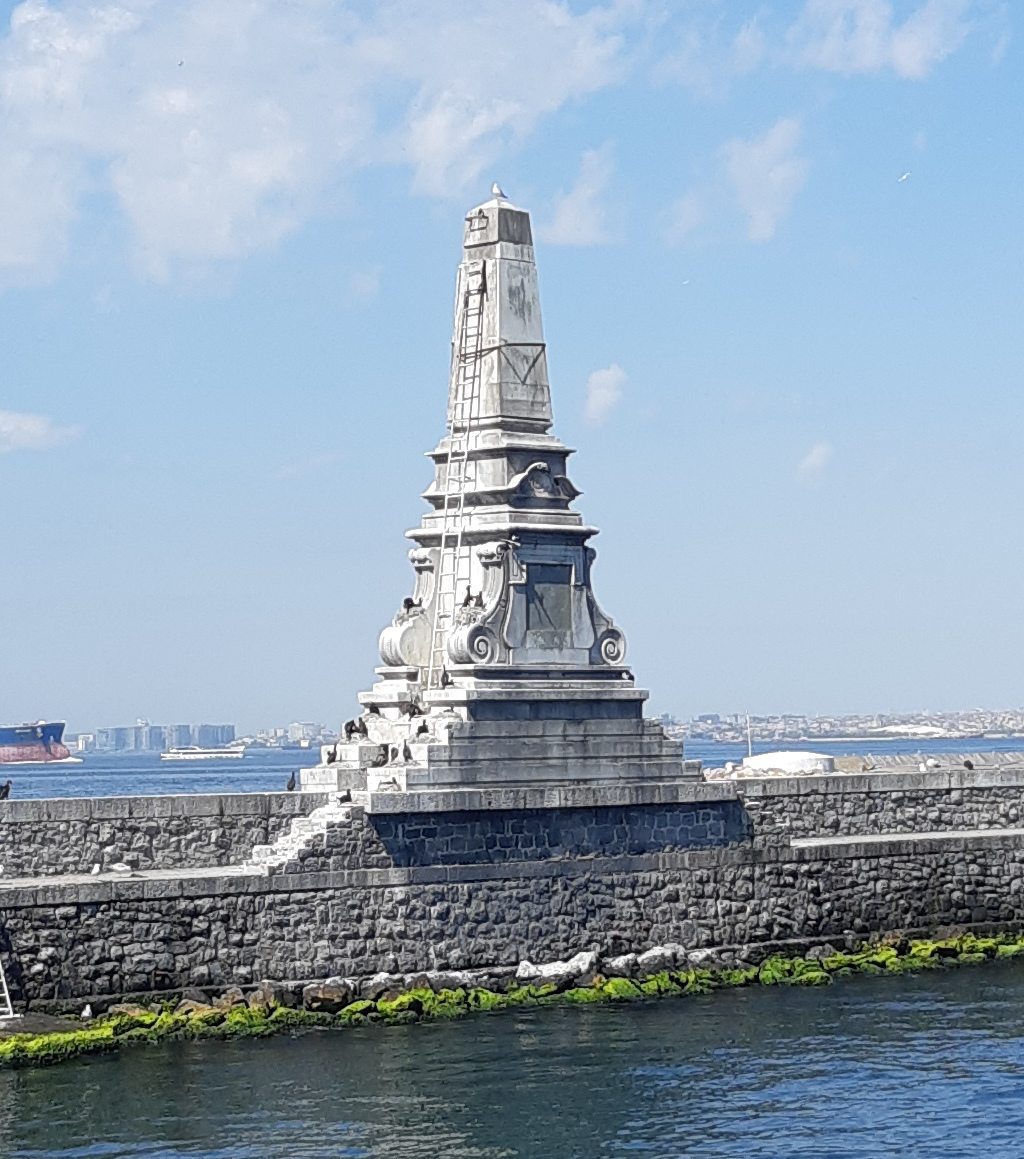
Memoriale di Abdülhamid II